# 鹿島総合体育館
鹿島総合体育館（かしまそうごうたいいくかん）は、島根県松江市鹿島町にある体育館を中心としたスポーツ及び文化施設。愛称はニューウェーブ。

## 概要
元々は八束郡鹿島町が所有する総合体育館で、旧名称は鹿島町立総合体育館。2005年3月に市町村合併に伴い松江市に所有が移管された。指定管理者制度導入に伴い、NPO法人かしまが指定管理者として運営管理している。
2千人収容のメインアリーナとサブアリーナおよび付帯施設からなる総合体育館、屋内プール、多目的広場、野外音楽堂、鹿島文化ホール、とある複合文化施設。
2010年10月から、bjリーグ・島根スサノオマジックの準ホームアリーナになった。

## 施設概要
- 鹿島総合体育館
  - メインアリーナ：収容2,000人、面積2,000m2（54.3m x 37.4m）
  - サブアリーナ：面積760m2（35.7m x 21.3m）
  - 付帯施設(トレーニング室、スタジオ、会議室)
- 多目的広場
  - 面積6,300m2（70m x 90m）
- 温水プール(日本水泳連盟公認)
  - 25mプール、6コース
- 野外音楽堂
- 鹿島文化ホール
  - 収容400人

## 交通アクセス
バス
- JR山陰本線松江駅から一畑バス恵曇線・片句線・古浦線・御津線、「松江市役所鹿島支所前」バス停下車、徒歩約10分